# Margaret Lin Xavier
Margaret Lin Xavier, född 1898, död 1932, var en thailändsk läkare. Hon blev 1924 den första kvinnliga läkaren i Thailand.